# 汨罗市第二中学
28°47′57″N 113°4′50″E / 28.79917°N 113.08056°E
汨罗市第二中学，简称汨罗二中，位于湖南省汨罗市荣家路，是一所全日制普通高级中学。学校创建于1978年，1998年被定为“岳阳市一级A类学校”，2007年，评定为“湖南省示范性普通高级中学” 。 现任校长张小广，为教授级正高级教师，特级教师。

## 荣誉
学校以“一切为了全体学生健康成长”为办学理念，先后成为“中国教育学会数学教育尝试教学实验基地”、“中国教育学会《学校管理机制实证研究》和《心理素质培育与心理保健研究》实验学校”、“全国青少年校园足球特色学校” ；
并获得了“湖南省安全文明校园”、“湖南省心理健康教育先进单位”、“湖南省青少年校园足球建设基地学校”、“湖南省招飞工作先进单位”、“湖南省艺术教育先进单位”、“湖南省体育传统学校”、“湖南省贯彻《学校体育工作条例》优秀学校”、“湖南省园林式单位”、“湖南省绿化先进单位”、“岳阳市双文明建设先进单位”、“岳阳市教育教学改革实验(示范)学校”、“岳阳市绿色学校”等多项荣誉称号。

## 链接
- 汨罗市第二中学